# Pelidnota chlorana
Pelidnota chlorana är en skalbaggsart som beskrevs av Wilhelm Ferdinand Erichson 1847. Pelidnota chlorana ingår i släktet Pelidnota och familjen Rutelidae. Inga underarter finns listade i Catalogue of Life.